# جوان هيريرا آي توريس
جوان هيريرا آي توريس (بالكتالونية: Joan Herrera i Torres )‏ (و. 1971  م) هو محامي، وسياسي إسباني، ولد في برشلونة، ترشح في الانتخابات العمومية الإسبانية 2004 ‏، وترشح في الانتخابات العمومية الإسبانية 2008 ‏.

## مناصب
تولى منصب عضو البرلمان الكاتالوني ‏ (16 ديسمبر 2010–4 أغسطس 2015)
- Secretario General de Iniciativa per Catalunya Verds ‏ (24 نوفمبر 2008–20 أبريل 2013)
- عضو مجلس النواب الإسباني  [لغات أخرى]‏ (26 مارس 2008–28 أكتوبر 2010)[2]
- عضو مجلس النواب الإسباني  [لغات أخرى]‏ (24 مارس 2004–1 أبريل 2008)[1]

.

## التعليم
تعلم في جامعة برشلونة، في تخصص قانون، وتعلم في جامعة بومبيو فابرا
.